# الإسلام في سانت لوسيا
وفقا لتقرير مركز بيو للدراسات عام 2009، يشكل المسلمون ما يقرب من 0.1٪ من سكان سانت لوسيا. غالبية المسلمين في البلاد هم من المتحولين من أصول أفريقية المحلية وكذلك المهاجرين من الشرق الأوسط وجنوب آسيا.

## هوامش
1. ↑  (بالإنجليزية) MAPPING THE GLOBAL MUSLIM POPULATION نسخة محفوظة 19 يونيو 2018 على موقع واي باك مشين., October 2009, Pew Forum on Religion & Public Life "نسخة مؤرشفة" (PDF). مؤرشف من الأصل في 2013-07-25. اطلع عليه بتاريخ 2019-12-10.{{استشهاد ويب}}:  صيانة الاستشهاد: BOT: original URL status unknown (link)
2. ↑  Ali، Alim (16 مارس 2017). "History of Muslims in St Lucia". Caribbean Muslims. مؤرشف من الأصل في 2023-05-02. اطلع عليه بتاريخ 2021-06-02.